# Avksentij Percovský
Svatý Avksentij Percovský či Avksentij Vologodský byl mnich Ruské pravoslavné církve, přepodobný žijící v 15. a 16. století.
O jeho dětství a světském životě se nezachovaly žádné informace. Víme že se narodil ke konci 15. století.
Roku 1499 se Avksentij se svým přítelem Onufrijem usadil v lese 35 mil od města Vologda, kde založily Trojickou postevnu. Zde žily asketickým životem. Roku 1588 byla poustevna přiřazena ke Korniljevsko-komelskému monastýru.
Přesné datum smrti není známo. Zemřel v druhé polovině 16. století.
Jeho svátek se slaví 25. června.